# Sing a Song
| Оценки критиков | Оценки критиков |
| Источник        | Оценка          |
| --------------- | --------------- |
| AllMusic        | [ 1 ]           |

Sing a Song — второй студийный альбом американской певицы Филлис Хаймэн, выпущенный в 1978 году на лейбле Buddah Records.
Вскоре после выхода пластинки Buddah Records прекратил своё существование и был продан Arista Records, с которым подписала контракт и Хаймэн. Многие песни с этого альбома позже были включены в её третий альбом Somewhere in My Lifetime, вышедший в 1979 году.

## Список композиций
| №  | Название                  | Автор(ы)                   | Длительность |
| -- | ------------------------- | -------------------------- | ------------ |
| 1. | «Living Inside Your Love» | Скип Скарборо, Рене Тейлор | 6:14         |
| 2. | «Sweet Music»             | Эл Мартинес                | 3:51         |
| 3. | «The Answer Is You»       | Марк Рейдис                | 5:04         |
| 4. | «Love Is Free»            | Марк Рейдис                | 3:49         |

| №                   | Название                             | Автор(ы)                       | Длительность |
| ------------------- | ------------------------------------ | ------------------------------ | ------------ |
| 1.                  | «Sing a Song»                        | Филип Бейли, Эрнест Страудер   | 3:39         |
| 2.                  | «Gonna Make Changes»                 | Филлис Хайман                  | 3:54         |
| 3.                  | «Soon Come Again»                    | Ларри Александер, Сэнди Торано | 3:27         |
| 4.                  | «Be Careful (How You Treat My Love)» | Гэри Гленн                     | 4:19         |
| 5.                  | «Here's That Rainy Day»              | Джимми Ван Хьюзен, Джонни Берк | 3:02         |
| Общая длительность: | Общая длительность:                  | Общая длительность:            | 44:55        |